# Pyrausta tatarica
Pyrausta tatarica is een vlinder van de familie van de grasmotten (Crambidae). De wetenschappelijke naam van deze soort is voor het eerst voorgesteld door Muhabbet Kemal, Sibel Kızıldağ en Ahmet Ömer Koçak in een publicatie uit 2020.
De soort komt voor in Oost-Turkije (Van).